# Углуватка
Углува́тка — село в Україні, в Христинівській міській громаді Уманського району Черкаської області. Розташоване на обох берегах річки Канелька (притока Конели) за 13 км на південь від міста Христинівка. Населення становить 473 особи.

## Історія
За адміністративним поділом XVI століття село належало до Брацлавського воєводства.
З кінця XVII століття село належало магнатам Потоцьким. 1831 року Углуватка перейшла до володінь поміщиків Веселовських і Русецьких. 
В 1864 р. в селі проживало 587 осіб, воно належало поміщику Агафону Павливочу Пухальському 1782 р. народження.
1893 року населення села становило 586 осіб.
З 1905 року село належало поміщицям Октавії Казимирівні Вишницькій та Юлії Казимирівні Веселовській. Ці відомості взяли з літописа «Колгосп». В селі Угловата була церква, денна школа грамоти, де був учителем дяк-п'яниця, один водяний млин.
Жителів було більш як 784 особи.
Основне заняття селян це землеробство. Багато селян ходило на заробітки до панів в села: Пеніжкове, Верхнячку.
Письменними в селі були поміщик, піп, дяк, частина селян. Основним предметом в школі був «Закон божий».
На початку XX ст. входило до Сарнівської волості Липовецького повіту Київської губернії.
Після Жовтневого перевороту в селі Угловата була обрана рада депутатів трудящих та комітет незаможних селян. Першим головою сільради був Паламарчук Антін Давидович.
Головою комнезаму був Паламарчук Павло Ількович.
В роки Української революції в селі були махновці та денікінці, а в 1920 р. в селі було остаточно встановлено радянську окупаційну владу.
В 1920 році була відкрита початкова школа в якій навчались майже всі діти шкільного віку.
З роками збільшилась кількість учнів в школі, збільшилась і кількість вчителів. Також стала налагоджуватися освіта для жителів.
Було організовано товариство «Геть неписемність» завданням якого було за кілька років ліквідувати неписьменність серед населення, навчити грамоти всіх дорослих.
Була утворена хата-читальня, де проводились читання газет, книжок, організувались гуртки художньої самодіяльності. Цю роботу проводили учителі та комуністичний актив села. Першими активістами села були Дахненко І. О., Паламарчук І. П., Синьковська В.М, та ін.
З 1927 в селі почали організовувати кооперативне товариство та товариство по спільному обробітку землі (ТСОЗ). Першим організаторами в цій роботі були Парамарчук Ф. О., Миронюк Лаврентій Федорович, Багачевський Р. Г. та Бобошко Гурій Дмитрович, якого було обрано головою товариства.
У 1929 році в селі примусово організовано колгосп «Працівник», першим колгоспниками були Дахненко Г. О., Маринич Я. Д., Паламарчук Г. Н., Бобошко Г. Д., Руденко О. Г.
Головою колгоспу був з числа дванадцятитисячників комуніст Крук Ф. І., заступником голови Бобошко Г. Д., який в 1934 році був обраний головою колгоспу.
Під час Голодомору 1932—1933 років, тільки за офіційними даними, від голоду померло 139 мешканців села.
В 1935 р. колгосп «Перемога» змінив назву на «колгосп імені Димитрова», який розвивається і підвищується урожайність, стали рости передовики колгоспу.
Хату-читальню перетворили в клуб, де стала проводитися культурно-освітня, ідеологічна робота серед населення вчителями, демонструються кінокартини.
У 1950 р. колгоспники сіл Угловата і Притика об'єдналися в один колгосп ім. Димитрова в якому було 1260 га орної землі.
З 1954 р. по 1976 р. головою колгоспу працював Польовий Іван Профирович.
За цей період добудували клуб, дитячий садок, радіовузол, електрифіковані будинки селян, збудований сільмаг. В селі працювала восьмирічна школа. Сільська молодь навчалася у вечірній школі.
Колгоспники побудували нові житлові будинки. 
Село дало багато людей з вищою освітою – вчителів, лікарів, агрономів, зоотехніків, механізаторів.

## Село зараз
На території села зараз знаходиться Углуватський відділок Корпорації «УкрАгроТех», земля орендується підприємствами «АгроТрейдГруп», СТОВ «Чайківське», ПП «Дніпро», ПП «ЛатАгроІнвест» та  4 фермерськими господарствами. 
Земля, що належить територіально до Углуватської сільської ради, розпайована між жителями, колишніми працівниками колгоспу ім. Димитрова. Також село має в користування 125,3 га земель державної власності.
Село має 7 вулиць, усі мають тверде покриття: асфальт, бруківка. 
В центрі села — 1 площа. 
Кількість будинків — 402, порожніх будинків — 12.
Громадські споруди: школа, будинок культури, 5 крамниць, 2 кафе, їдальня, поштове відділення «Укрпошти», фельдшерсько-акушерський пункт, збудована церква українського патріархату, сільрада. 
Пам'ятки: пам'ятник воїнам-односельцям, що загинули в Другій світовій війні, пам'ятник жертвам Голодомору, братська могила часів Другої світової війни, могила-перепоховання бійців, пам'ятна дошка Дмитру Кузьміну, учаснику АТО, який загинув у 2014 році. 
Є два цвинтарі.
Село має автобусне з'єднання з м. Христинівка та м. Умань.

## Населення
Населення за даними перепису 2001 року становило 791 особа.

### Мовний склад
Рідна мова населення за даними перепису 2001 року:
| Мова       | Чисельність, осіб | Доля     |
| ---------- | ----------------- | -------- |
| Українська | 776               | 98,10 %  |
| Російська  | 15                | 1,90 %   |
| Разом      | 791               | 100,00 % |

## Галерея

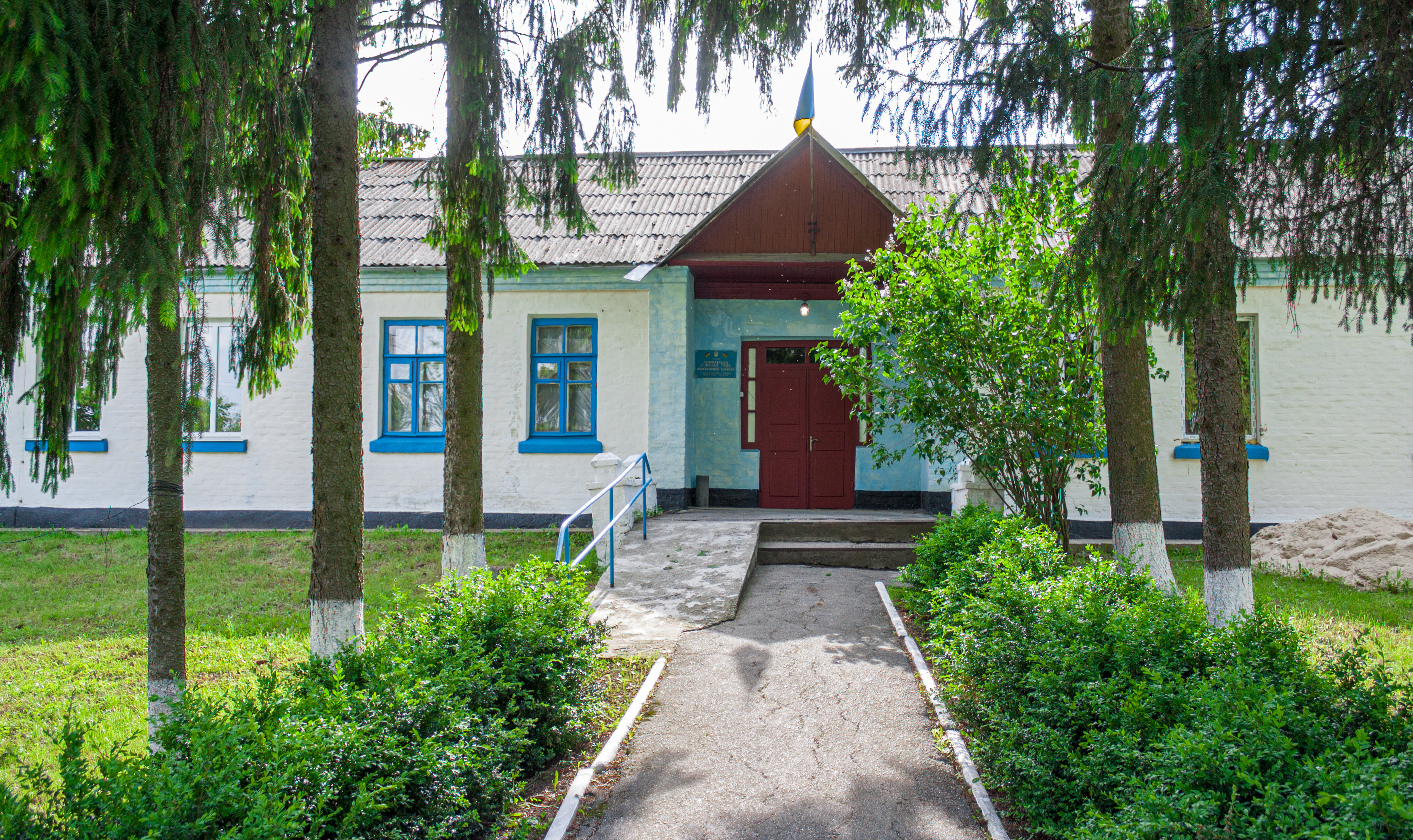
Сільська рада
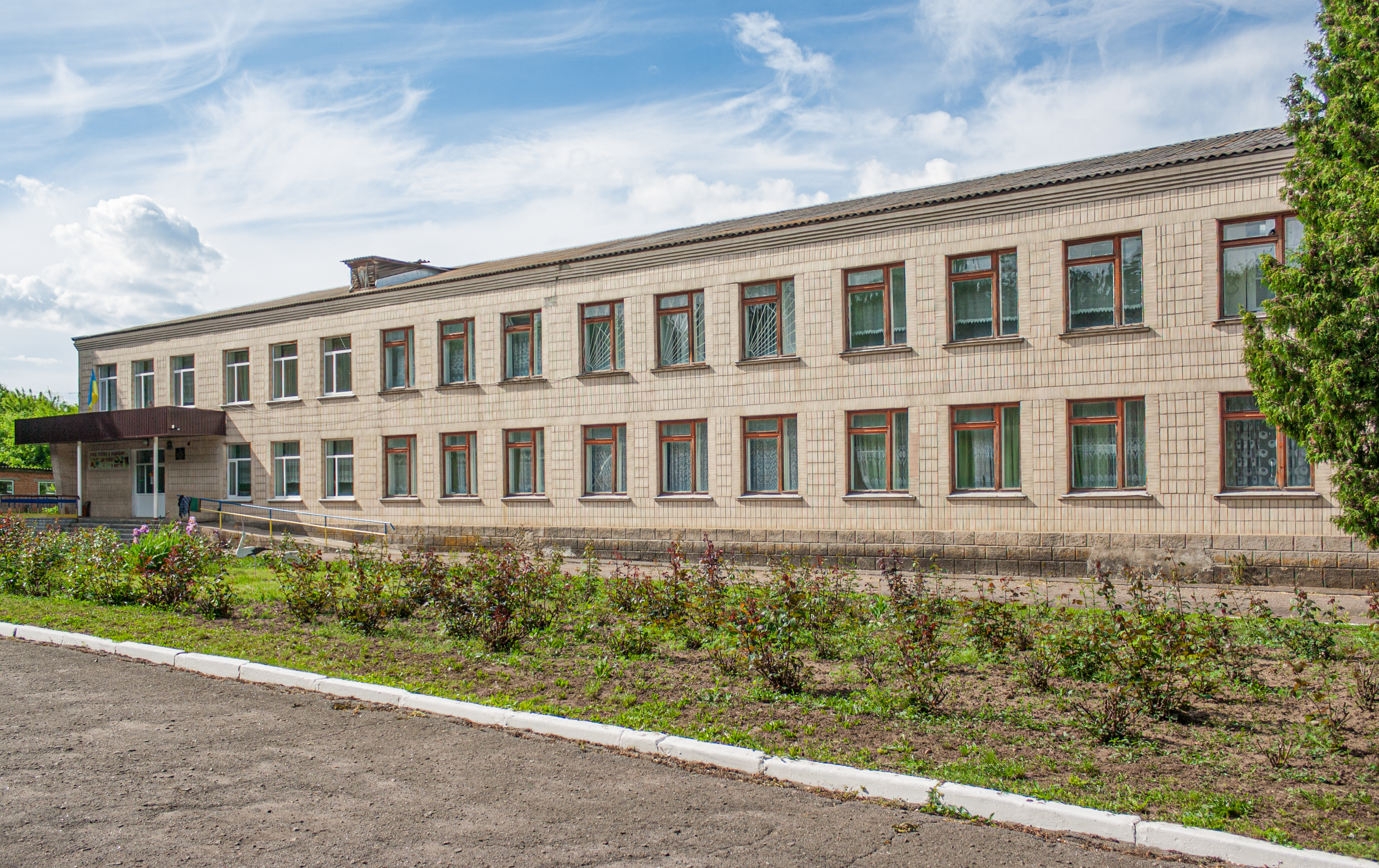
Школа
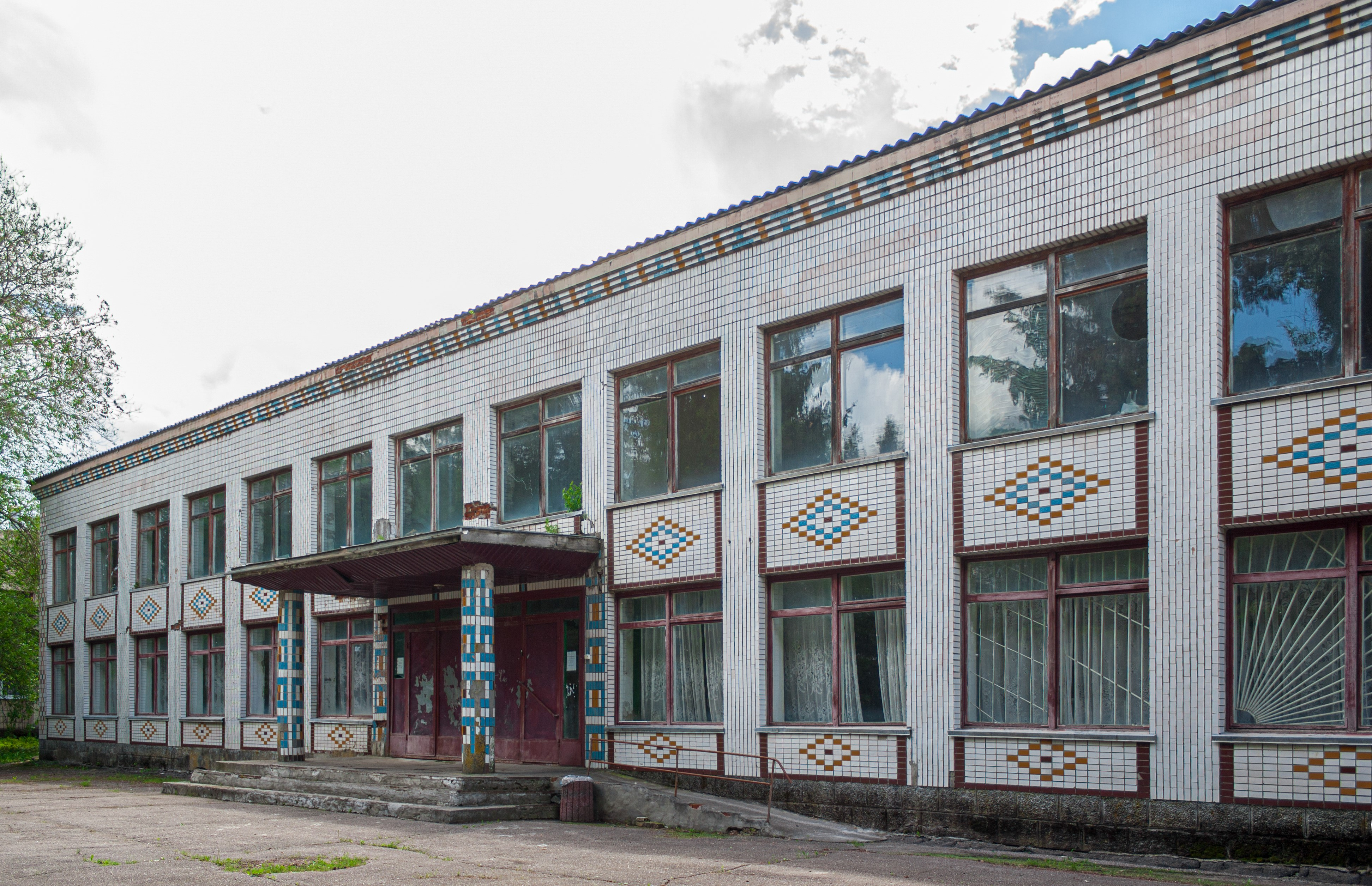
Будинок культури
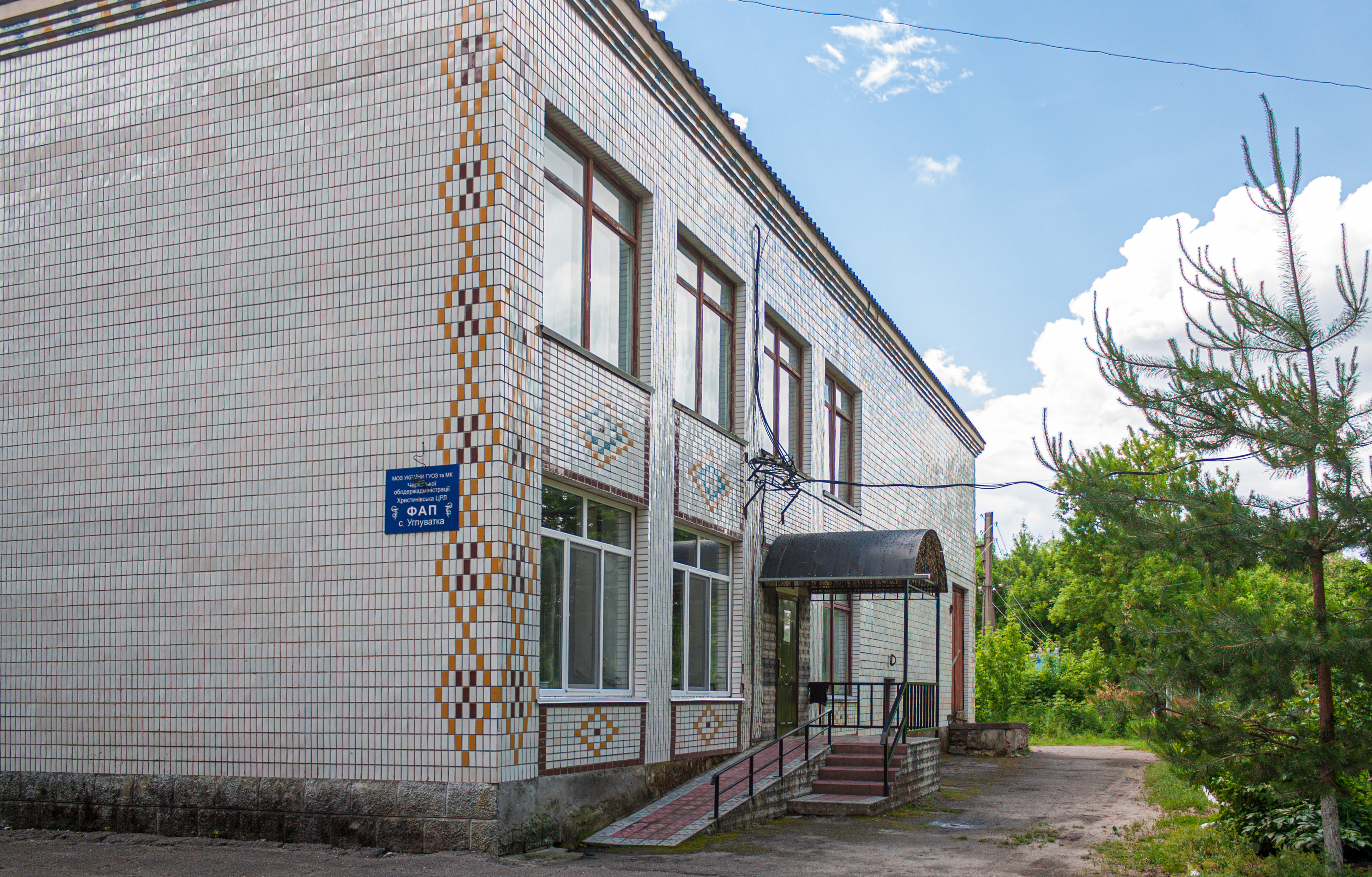
ФАП
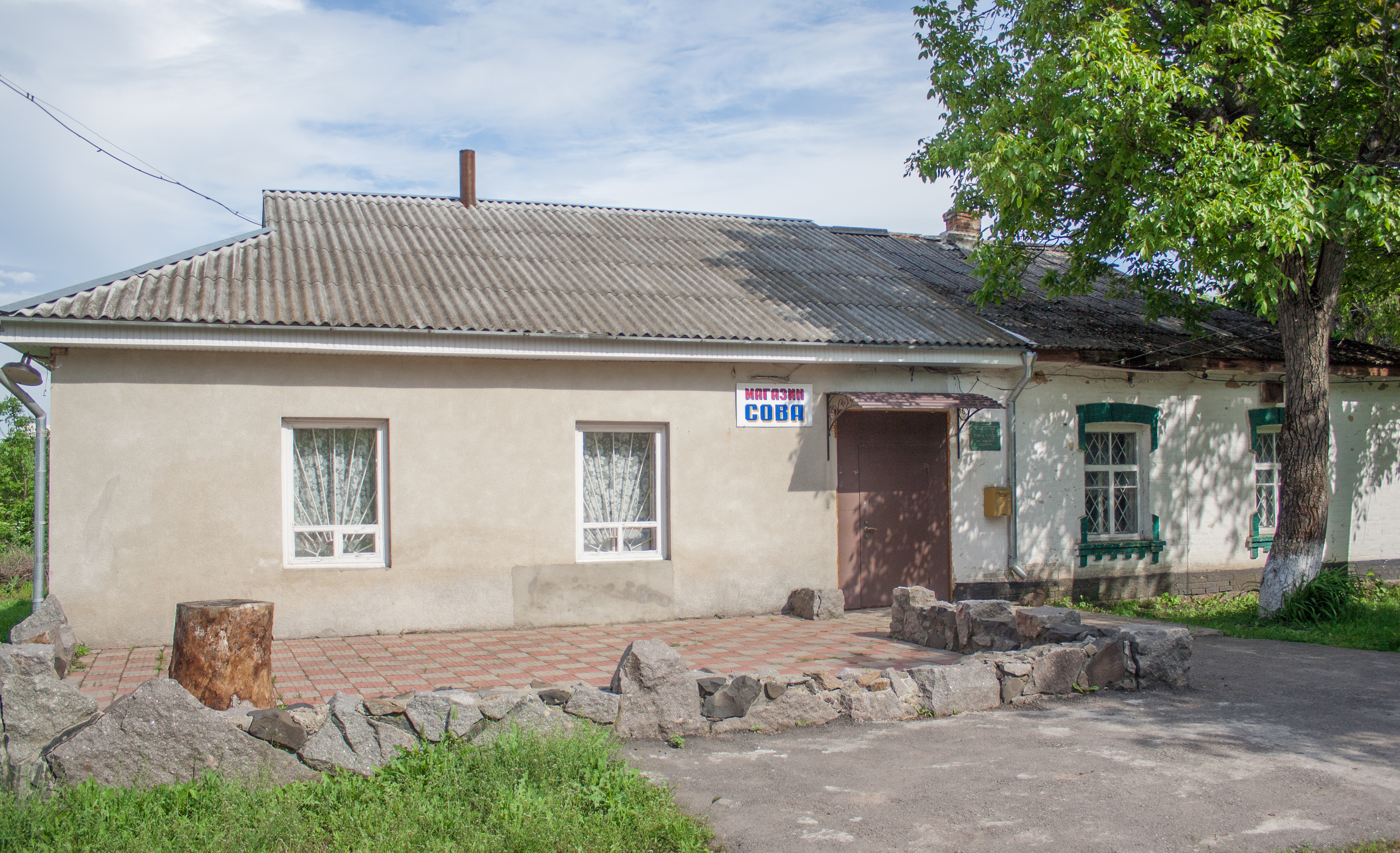
Магазин і пошта
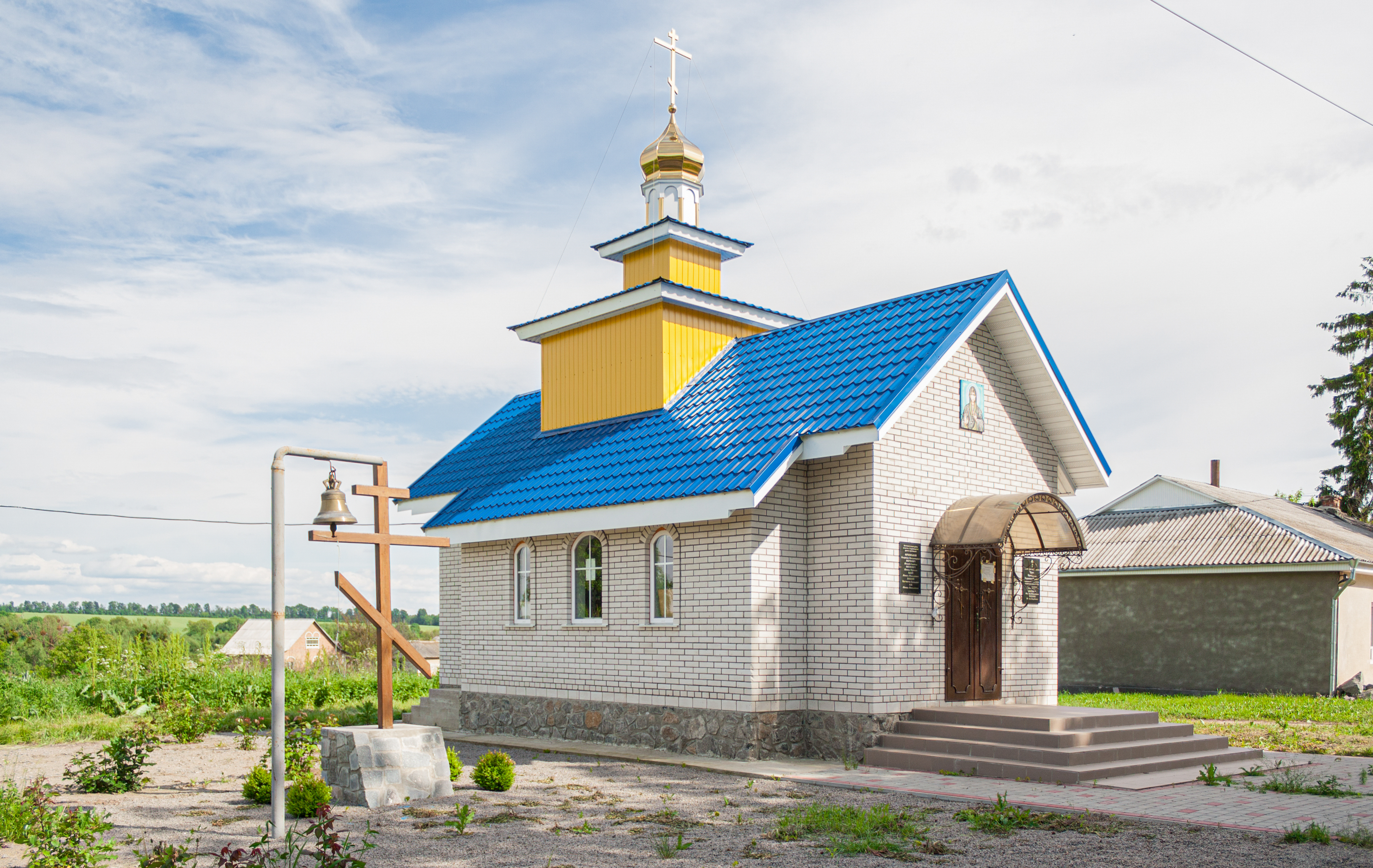
Церква
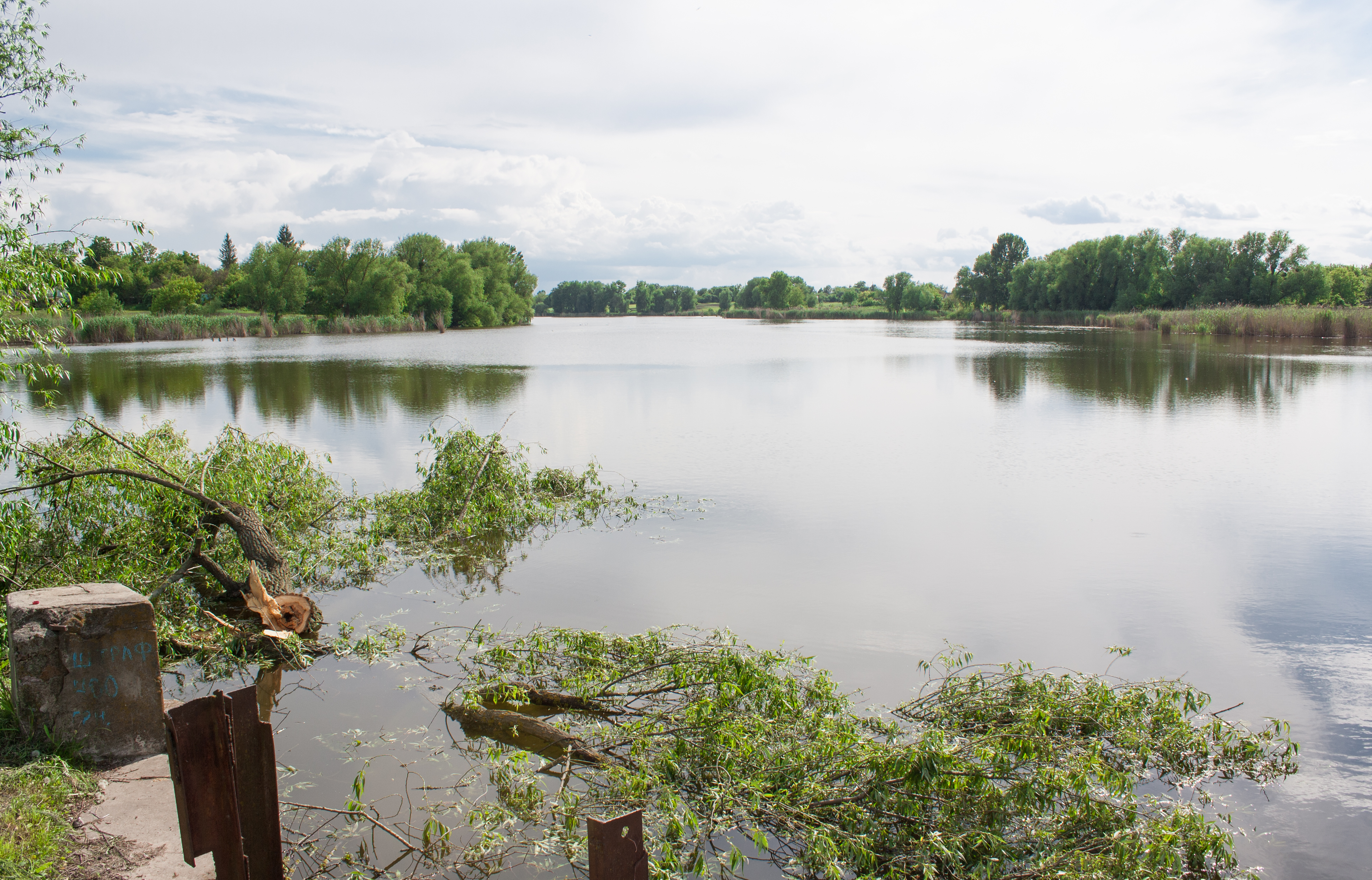
Ставок на річці Канелька
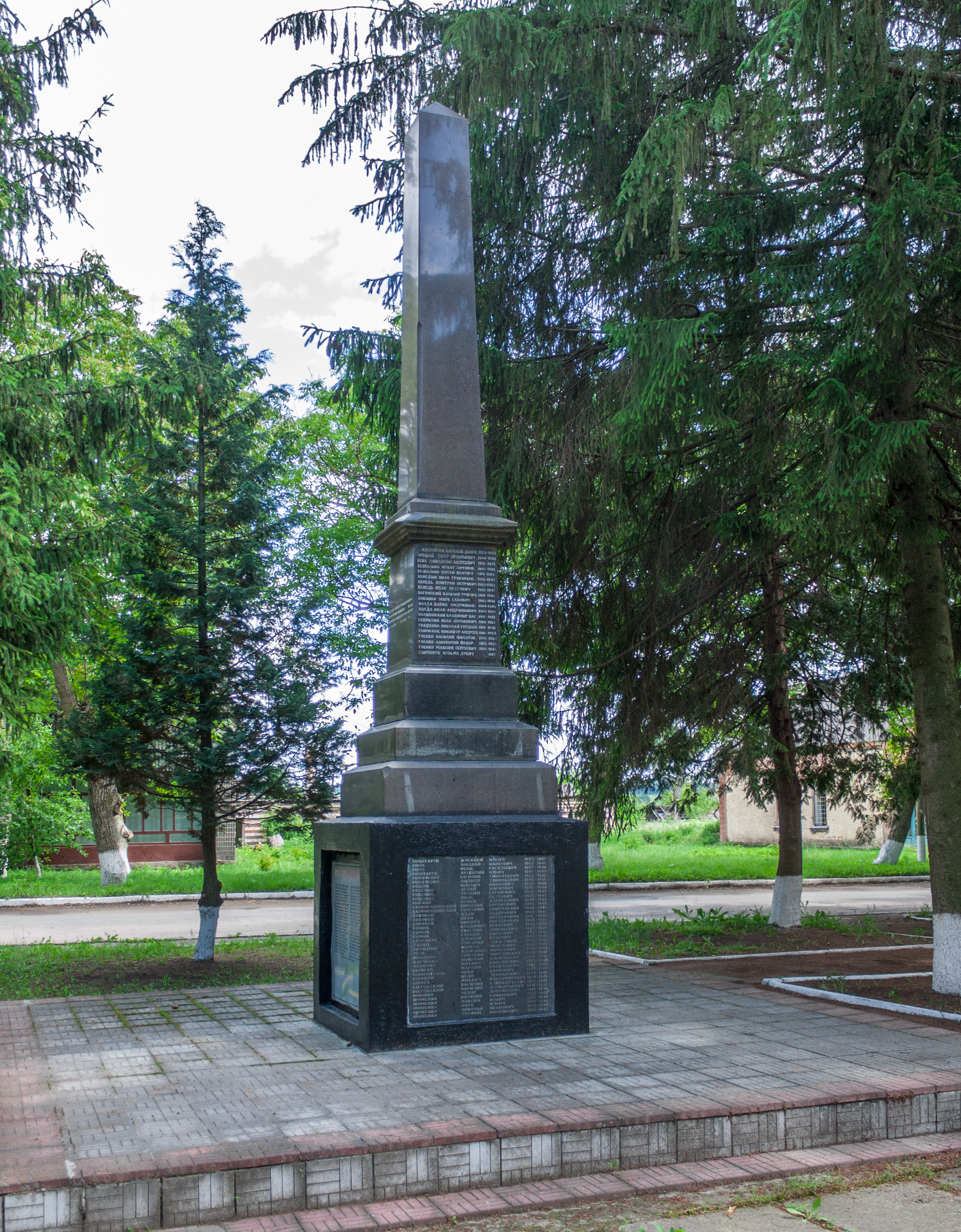
Пам'ятник воїнам-односельцям
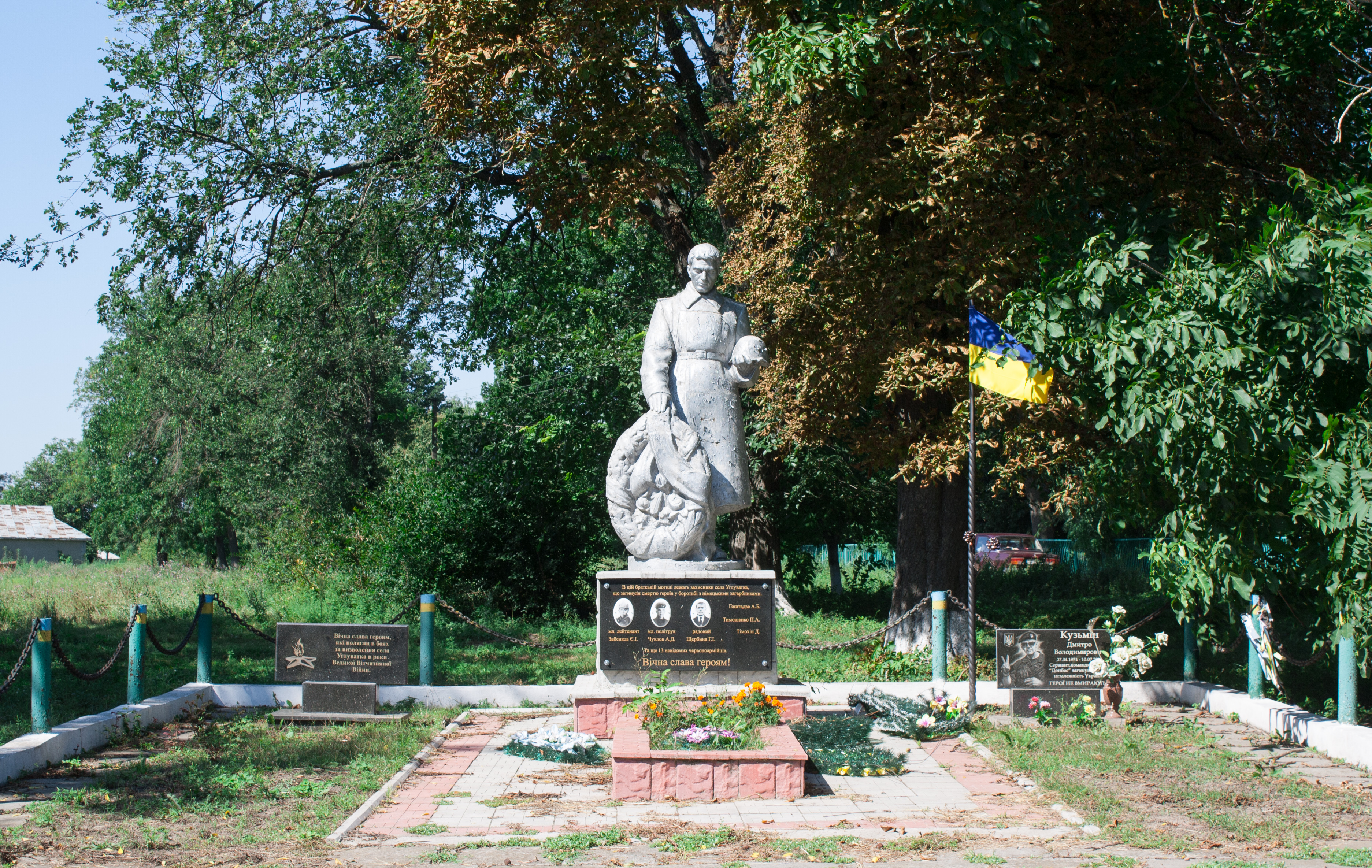
Братська могила радянських воїнів
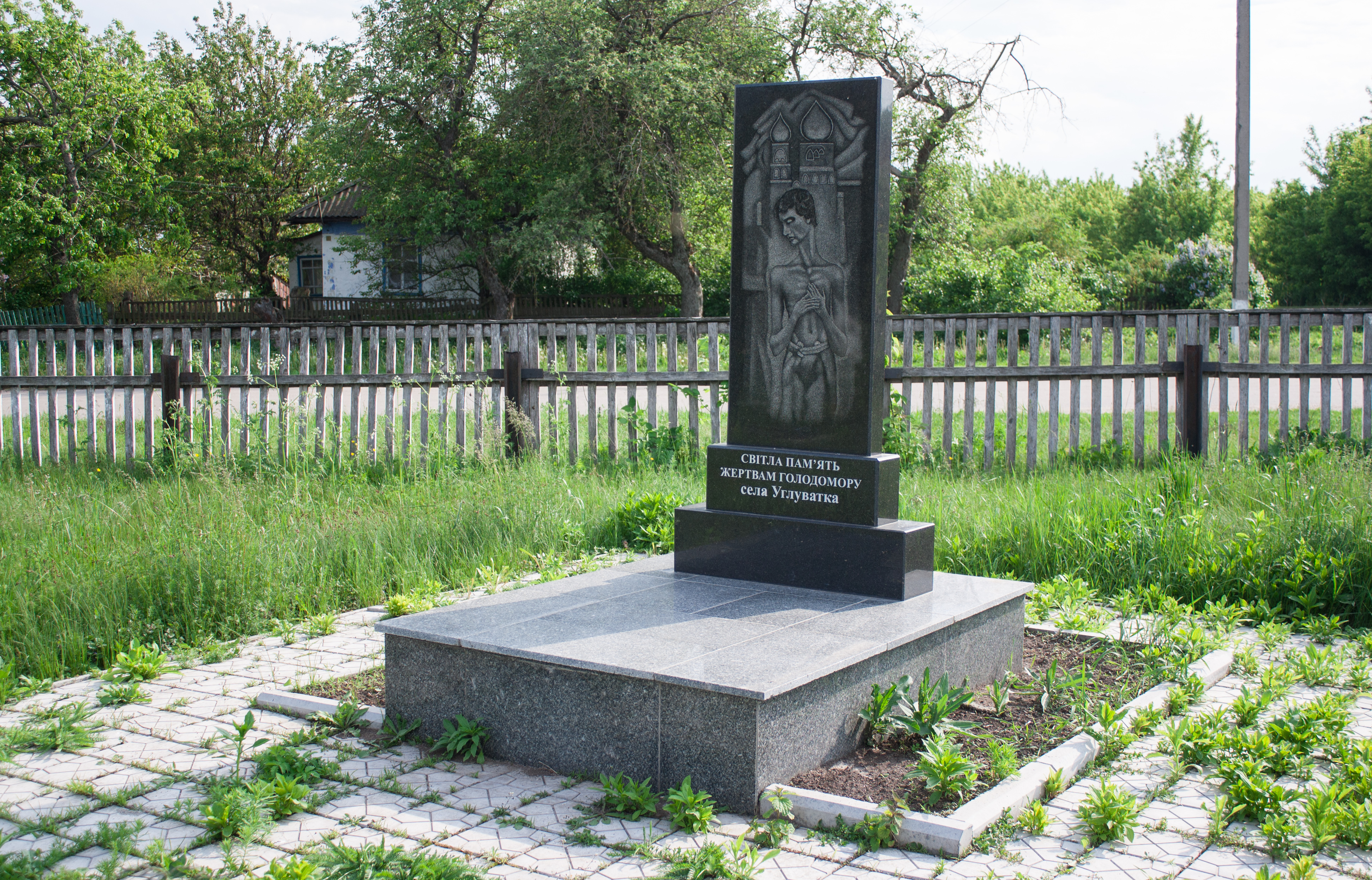
Пам'ятний знак жертвам Голодомору